# برول (ويسكونسن)
برول (بالإنجليزية: Brule, Wisconsin)‏ هي بلدة تقع بولاية ويسكونسن في الولايات المتحدة. تبلغ مساحتها 144.7 (كم²)، وترتفع عن سطح البحر 333 م، بلغ عدد سكانها 591 نسمة في عام 2000 حسب إحصاء مكتب تعداد الولايات المتحدة وتصل الكثافة السكانية فيها 4.1 نسمة/كم2.

## وصلات خارجية
- Town of Brule Wisconsin
- The US50 - Cities and Towns in Wisconsin State
- Wisconsin Cities and Towns, Facts, Map, Flag, Colleges, Government, and More